# Hommarting
Hommarting (deutsch Hommartingen, 1940–1944 Humbertingen, lothringisch Hummeding) ist eine französische Gemeinde mit 831 Einwohnern (Stand 1. Januar 2022) im Département Moselle in der Region Grand Est (bis 2015 Lothringen). Sie gehört zum Arrondissement Sarrebourg-Château-Salins und zum Kanton Sarrebourg.

## Geografie
Hommarting liegt etwa sieben Kilometer östlich von Sarrebourg auf einer Höhe zwischen 257 und 336 m über dem Meeresspiegel. Im Südwesten der Gemeinde verläuft der Rhein-Marne-Kanal. Das Gemeindegebiet umfasst 10,28 km².
Ortsteile sind La Poste de Hommarting (Hommartinger Post) und Zinswald.

## Wappen
Das Wappen von Hommarting zeigt das Wappen von Fénétrange, dem Sitz der früheren Herrschaft, belegt mit einem Posthorn. Mit diesem wird an die früher wichtige Ausspanne von Hommarting erinnert.

## Bevölkerungsentwicklung
| Jahr      | 1962 | 1968 | 1975 | 1982 | 1990 | 1999 | 2007 | 2019 |
| Einwohner | 547  | 548  | 611  | 653  | 680  | 663  | 800  | 827  |

## Sehenswürdigkeiten
- Kirche Saint-Martin
- Kapelle Saint-Sébastien
- Kapelle der afrikanischen Missionen im Ortsteil Zinswald

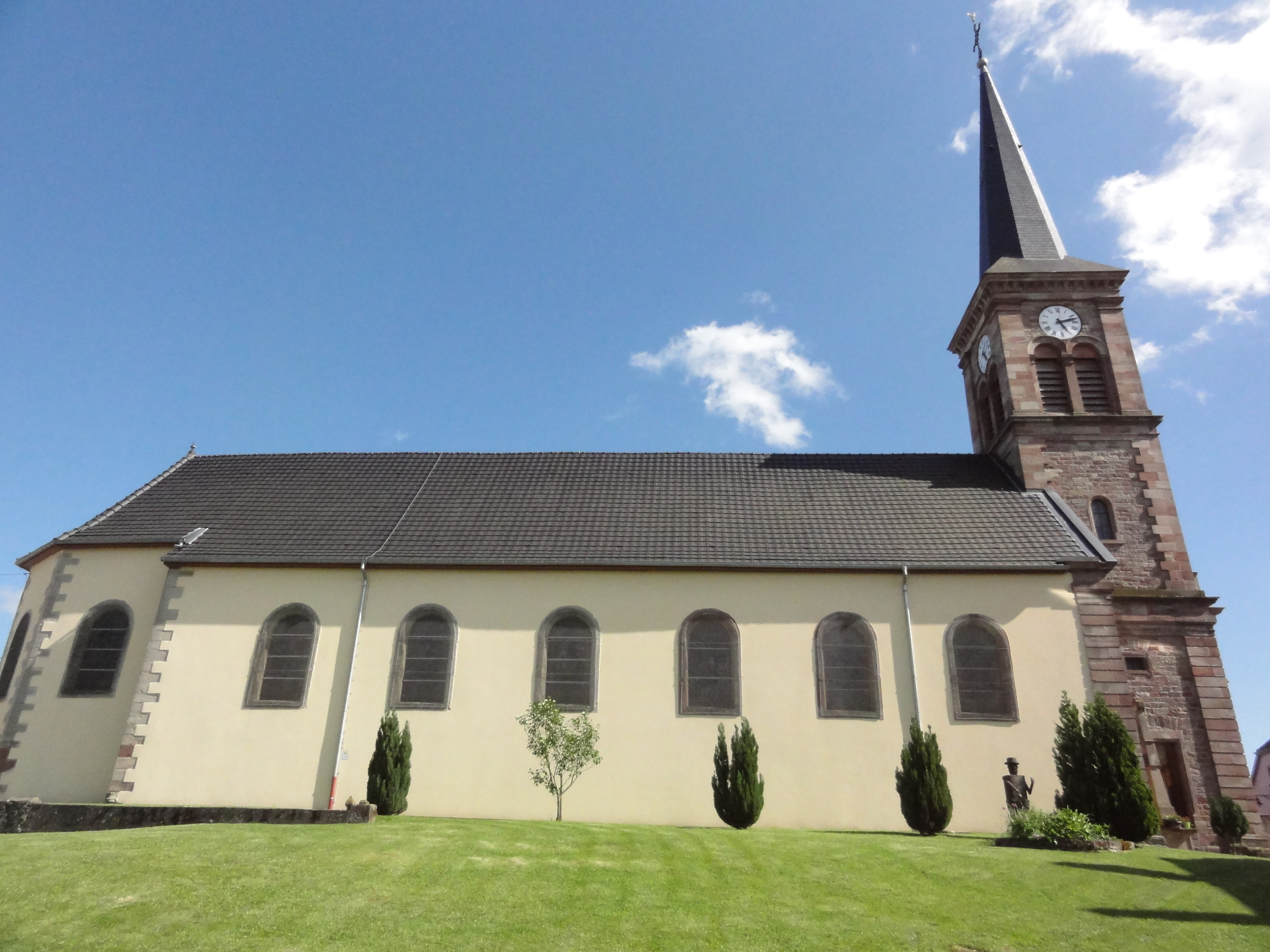
Kirche Saint-Martin
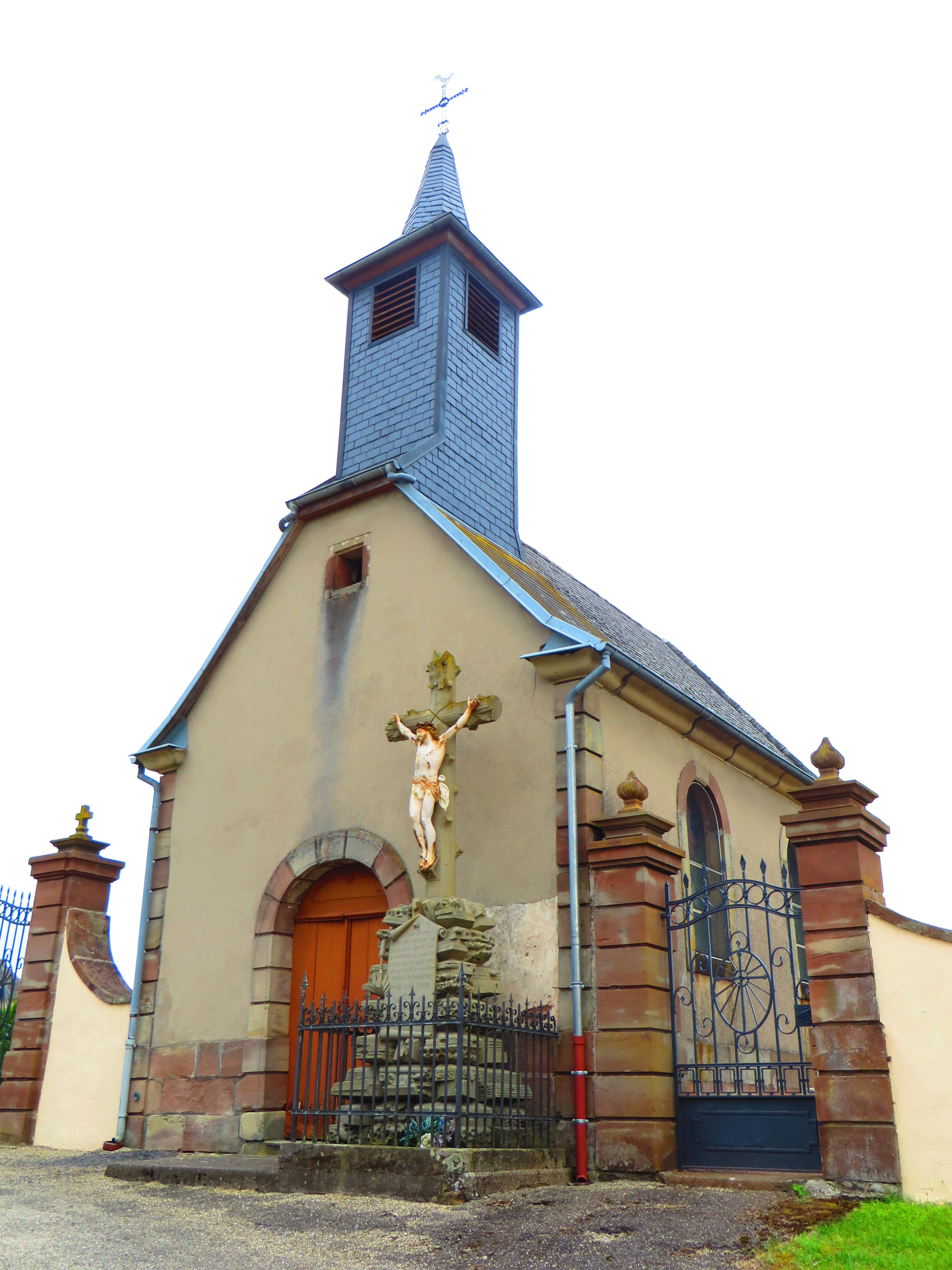
Kapelle Saint-Sébastien
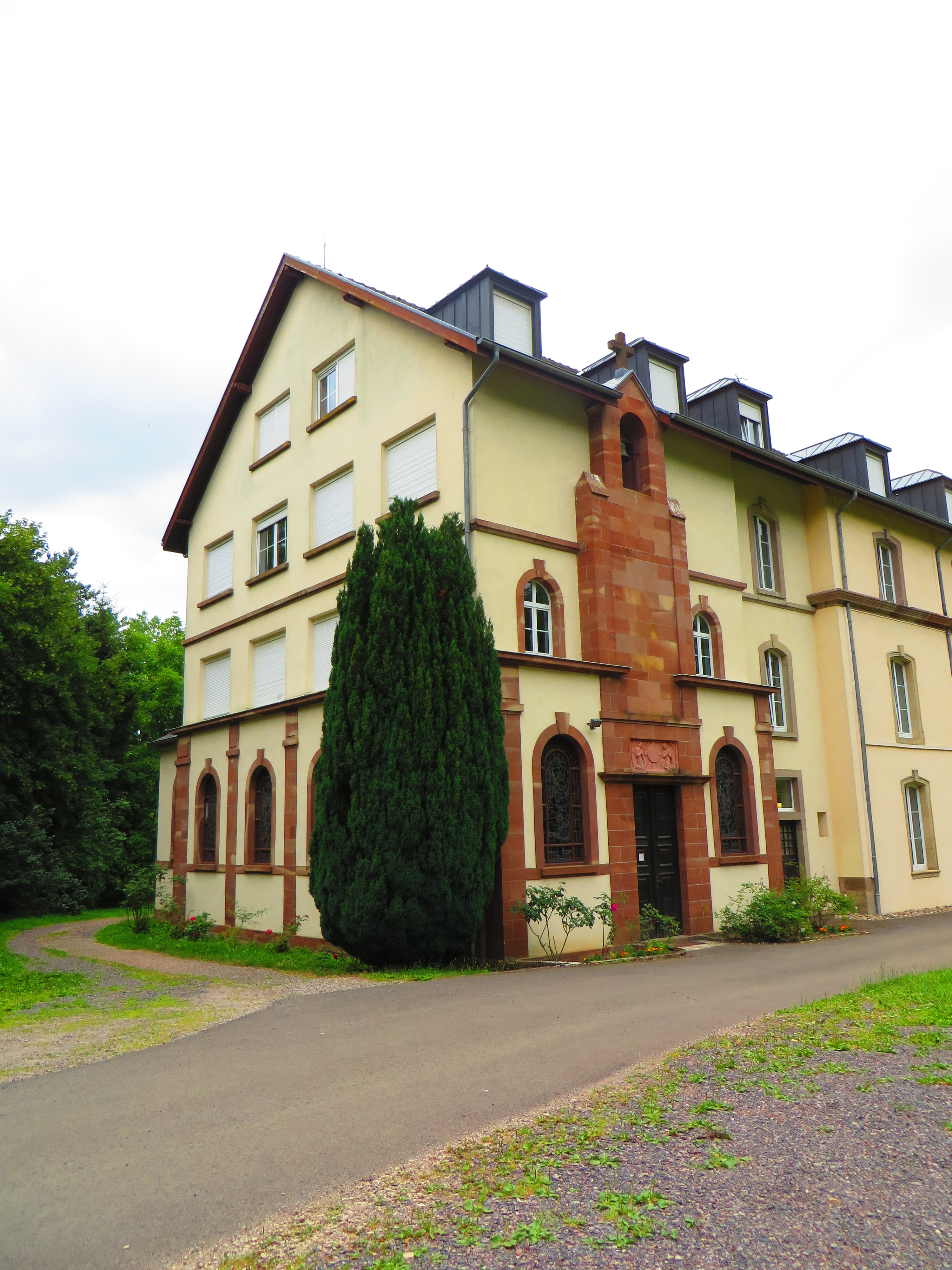
Kapelle der afrikanischen Missionen

## Persönlichkeiten
- Charles Germain (1831–1909), Jurist und Politiker

## Belege
1. ↑  Wappenbeschreibung auf genealogie-lorraine.fr (französisch)